# Pachyphyllum ecallosum
Pachyphyllum ecallosum är en orkidéart som beskrevs av David Edward Bennett och Eric Alston Christenson. Pachyphyllum ecallosum ingår i släktet Pachyphyllum och familjen orkidéer.
Artens utbredningsområde är Peru. Inga underarter finns listade i Catalogue of Life.